# Bishr bin al-Mu'tamir
 (octobre 2021).
La mise en forme du texte ne suit pas les recommandations de Wikipédia : il faut le « wikifier ».
Les points d'amélioration suivants sont les cas les plus fréquents. Le détail des points à revoir est peut-être précisé sur la page de discussion.
- Les titres sont pré-formatés par le logiciel. Ils ne sont ni en capitales, ni en gras.
- Le texte ne doit pas être écrit en capitales (les noms de famille non plus), ni en gras, ni en italique, ni en « petit »…
- Le gras n'est utilisé que pour surligner le titre de l'article dans l'introduction, une seule fois.
- L'italique est rarement utilisé : mots en langue étrangère, titres d'œuvres, noms de bateaux, etc.
- Les citations ne sont pas en italique mais en corps de texte normal. Elles sont entourées par des guillemets français : « et ».
- Les listes à puces sont à éviter, des paragraphes rédigés étant largement préférés. Les tableaux sont à réserver à la présentation de données structurées (résultats, etc.).
- Les appels de note de bas de page (petits chiffres en exposant, introduits par l'outil «  Source ») sont à placer entre la fin de phrase et le point final[comme ça].
- Les liens internes (vers d'autres articles de Wikipédia) sont à choisir avec parcimonie. Créez des liens vers des articles approfondissant le sujet. Les termes génériques sans rapport avec le sujet sont à éviter, ainsi que les répétitions de liens vers un même terme.
- Les liens externes sont à placer uniquement dans une section « Liens externes », à la fin de l'article. Ces liens sont à choisir avec parcimonie suivant les règles définies. Si un lien sert de source à l'article, son insertion dans le texte est à faire par les notes de bas de page.
- La présentation des références doit suivre les conventions bibliographiques. Il est recommandé d'utiliser les modèles {{Ouvrage}}, {{Chapitre}}, {{Article}}, {{Lien web}} et/ou {{Bibliographie}}. Le mode d'édition visuel peut mettre en forme automatiquement les références.
- Insérer une infobox (cadre d'informations à droite) n'est pas obligatoire pour parachever la mise en page.

Pour une aide détaillée, merci de consulter Aide:Wikification.
Si vous pensez que ces points ont été résolus, vous pouvez retirer ce bandeau et améliorer la mise en forme d'un autre article.
Bishr bin al-Mu'tamir ou Bišr b. al-Mu'tamar, de son nom complet Abū Sahl al-Hilāī Bishr bin al-Mu'tamir est un théologien et poète musulman. Il est connu pour être le fondateur de l'autre école mu'tazilite, celle de Bagdad. Ses disciples sont nommés les Bishriyya.

## Biographie
Il est mort en 825 (210 AH). La date de sa mort nous est connue par Dhahabī. Sa date de naissance est estimée à environ 750.
Son lieu de naissance est incertain. Pour les uns, il serait natif de Basra, pour d'autres de Kūfa, ou encore de Bagdad.
Ce qui est sûr, c'est qu'il a étudié à Basora, auprès de al-Zafarini, disciple de Wāṣil ibn 'Ata, le fondateur du mutazilisme, ou directement auprès de Wāṣil, et aussi de Mu'ammar ibn'Abbad as-Sulami,.
La division entre les deux écoles, de Basra et de Bagdad, a pour origine une divergence de nature politique, au sujet du califat. Ceux de l'école de Bagdad pensent que 'Ali était supérieur à Abu Bakr. Bishr bin al-Mu'tamir l'affirme : « Ali was the best after the prophet Muhammad ». Le calife Harun ar-Rachid l'a fait emprisonner parce qu'il le suspectait de sympathies rafidites (c'est ainsi que les sunnites désignent de façon péjorative les chiites duodécimains). L'école de Bagdad conservera une plus grande proximité avec le chiisme que celle de Basora. Bishr bin al-Mu'tamir a en effet signé le document par lequel le calife désignait l'imâm chiite ar-Rida comme son successeur,.

En prison, il compose des poèmes, notamment sur le monothéisme, la justice, et la raison, autant de thèmes typiques du mu'tazilisme. Il a écrit cet éloge de la raison :
Que la raison est magnifique comme exploratrice
et comme compagne dans le mal et dans le bien
comme juge qui décide sur ce qui est absent

et se prononce sur une cause actuelle.
La composition d'œuvres théologiques en vers est assez inhabituelle. Elle témoigne de la part de Bishr d'une volonté de s'adresser au plus grand nombre et de rendre ses vues populaires,.
Il rentre en grâce auprès du pouvoir lorsque al-Ma'mun, favorable au mutazilisme, succède à Harun ar-Rachid et déménage la capitale à Bagdad. Il aura pour disciples directs Abū Mūsā al-Murdar et Thumāma al-Ashras. Il est contemporain de Abū al-Hudhayl et de Nazzam, de l'école de Basra. Bien que leurs positions soient peu éloignées et s'accordent sur les points essentiels du mutazilisme, ces deux derniers le qualifient tout de même d'infidèle.

## Doctrine théologique
Bishr est en accord avec les grands principes du mutazilisme, notamment sur la place qu'il faut accorder à la raison ou le rôle accordé au libre arbitre, et s'oppose aux traditionalistes et aux partisans de la prédestination. Les différences concernent des nuances.

### Aspects du libre arbitre
Sur la question du libre arbitre, à l'inverse des acharites, les mutazilites pensent que Dieu accorde à l'homme une capacité d'agir, pas seulement à l'instant de l'action, mais qui précède l'acte. Les mutazilites sont partagés sur la question de savoir si ce pouvoir de l'homme est seulement antérieur à l'acte, on s'il persiste aussi pendant l'action. Pour Al-Hudhayl, il disparaît aussitôt l'action initiée. En revanche, pour Bishr, ce pouvoir subsiste pendant l'action.
Une originalité dans la pensée de Bishr est la notion de tawallud, action engendrée ou effet secondaire. Ce concept concerne les conséquences de l'action, et la responsabilité humaine à leur égard. Bishr prend l'exemple d'un archer qui vise une cible, décoche sa flèche et meurt aussitôt, avant que la flèche n'ait atteint sa cible. Si la flèche tue la cible, il s'agit d'un acte engendré (mutallawad), indirectement par l'acte initial. « A standard Qadarite (and Bishr's) answer is that the humans are responsible for all consequences generated by their actions as well ». L'homme est responsable, même des conséquences indirectes de ses actes. Cette thèse est rejetée par les asharites, qui nient le libre arbitre humain. Ainsi, elle est citée par al-Juwayni, dans son Kitāb al-irshād, sous le nom de « doctrine de la médiation » (Chap. XIX, section 16). Selon lui, il est absurde de penser qu'un vivant puisse être tué par la flèche d'un mort. Pour lui et ses partisans, Dieu est cause de tout, et l'homme n'est que le moyen de la volonté divine, ce qui revient à nier toute relation réelle de causalité. Au contraire, la théorie de Bishr exprime une idée de la causalité proche de celle des philosophes grecs,.

### Théorie de la connaissance
Cette théorie des actes engendrés ou procréés, par médiation, se retrouve dans la théorie de la connaissance de Bishr. Il défend l'idée que nos perceptions sont des conséquences engendrées par nos actes. Ce n'est pas Dieu qui crée une relation entre le fait de regarder et ce que je perçois, comme le soutiendrait un acharite. Au contraire, Bishr admet une relation de causalité entre l'acte humain et le résultat de la perception ou de la sensation.
Il va plus loin en soutenant paradoxalement qu'un acte humain peut être cause d'un autre acte chez autrui. Alors, l'agent de l'acte initial est la cause des effets indirects provoqués chez l'autre personne. Par exemple, mes paroles peuvent avoir un effet sur l'action d'autrui lorsque je lui donne un ordre, ou sur la coloration de son visage si je lui fais éprouver de la gêne,. Al-Hudayl ne le suit pas sur ce terrain. Pour lui, c'est la volonté de Dieu qui fait coïncider les deux événements.

### Assistance divine
Une autre question sur laquelle il s'écarte du point de vue de certains mutazilites est celle de l'assistance divine. Il ne pense pas que Dieu soit obligé d'apporter son assistance à tout homme. Pour lui, cela relève d'une grâce. En effet, si Allah assistait tous les hommes, il n'y aurait ni infidèles, ni pécheurs,.
Il ne pense pas non plus que Dieu soit obligé de faire pour le mieux, alors qu'en général, les mutazilites considèrent que Dieu est tenu au meilleur, pour des raisons de justice.

## Œuvres

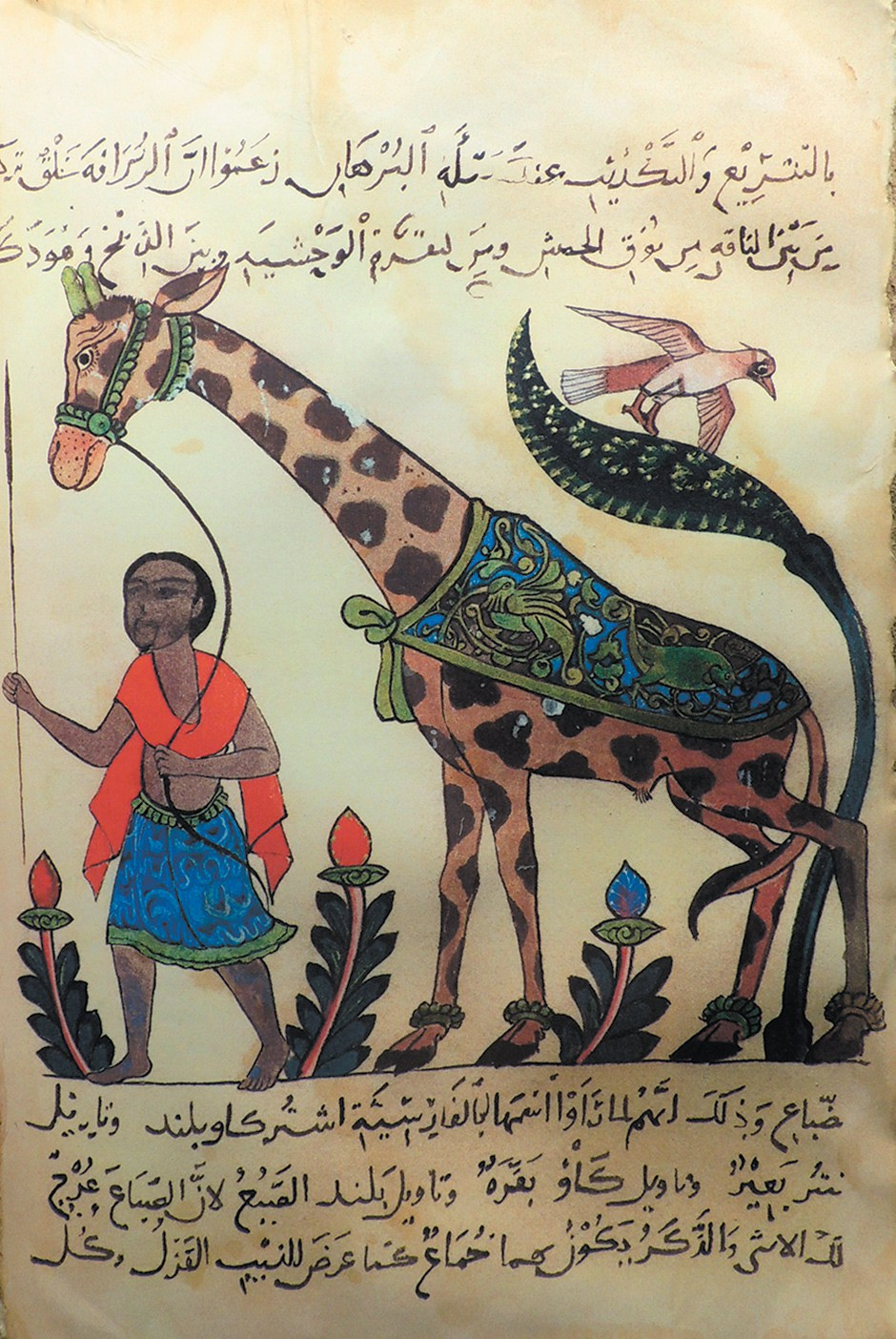
Une page du Kitāb al-ḥayawān (« Livre des animaux ») d'Al-Jahiz

Selon al-Nadim, Bishr bin al-Mu'tamir a écrit une vingtaine d'œuvres, dont ne partie sous forme de poèmes. Il ne nous en reste rien, sauf quelques citations (notamment par abd al-Jabbar dans son Kitāb al-Mughni) et deux poèmes reproduits par al-Jahiz dans son Kitāb al-Hayawan (Livre sur les animaux).
On connaît cependant les titres de certains des livres qu'il avait écrits, :
- Kitāb ta'wil mutashābih al-Qur'an (« Interprétation de ce qui est ambigu dans le Coran ») ;
- Kitāb al-Tawhīd (« De l'unicité divine ») ;
- Kitāb al'adl (« De la justice divine ») ;
- Kitāb ar-radd 'alā Abū l-Hudhayl (« Réfutation d'Abū l-Hudhayl ») ;
- Al-Kufr aw al-iman (« De l'incroyance et de la croyance »).